# Jim Root
James Donald Root (Las Vegas, Nevada, 2 de outubro de 1971), ou simplesmente Jim Root, é um guitarrista estadunidense integrante da banda de metal Slipknot e ex integrante da banda de metal alternativo/post-grunge Stone Sour, Jim saiu da banda em maio de 2013, para se dedicar ao Slipknot.
O Jim foi a última aquisição da banda Slipknot. Ele se juntou durante as gravações do primeiro álbum (O Self-Titled, Slipknot), e na foto oficial do álbum ele não aparece na capa (O outro guitarrista é Josh Brainard, que gravou algumas músicas deste ).

## Vida pessoal e carreira

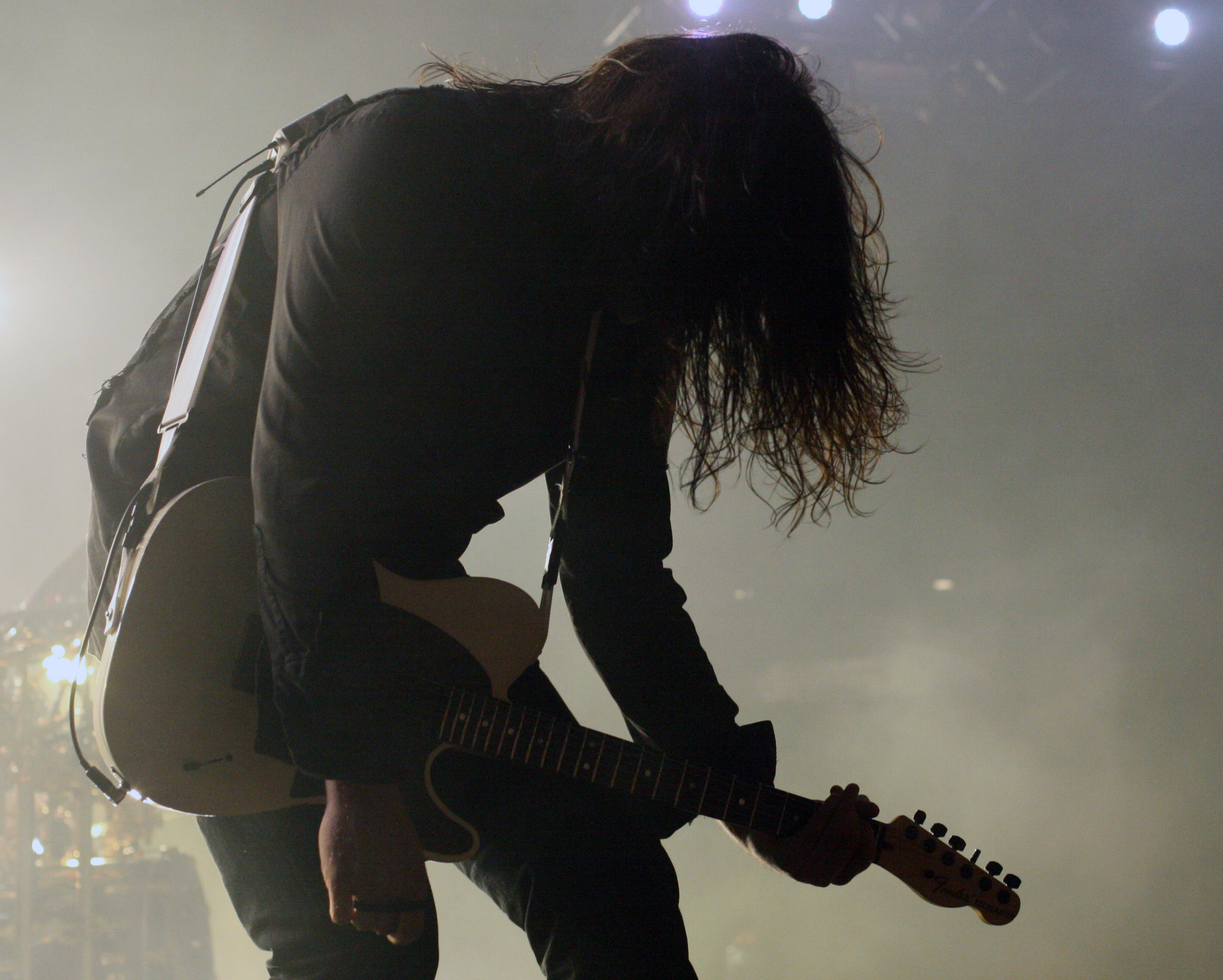
Jim Root of Slipknot performing on the Mayhem Festival 2008.

Root, nasceu em Las Vegas, Nevada, e atualmente mora na Flórida. Ele ja tocou em bandas como Anal Blast, Atomic Opera, Deadfront e atualmente no Slipknot . Antes de entrar no Slipknot, trabalhou como garçom e busboy! Root entrou no Slipknot em Janeiro de 1999, substituindo o guitarrista original, Josh Brainard, que deixou a banda durante a gravação do album debut do Slipknot. Na verdade, as únicas duas músicas gravadas durante a sessões do álbum foi "Purity" e "Me Inside". Apesar disso, a canção tornou-se um grampo para a banda nos shows ao vivo. Depois da saída de Josh Brainard do Slipknot, o vocalista Corey Taylor convidou Root para se juntar a banda com base em experiências passadas para trabalhar com ele na Stone Sour, antes de deixar a banda para se juntar Slipknot. James era noivo de Cristina Scabbia, vocalista da banda de metal gótico Lacuna Coil. James e Cristina se conheceram em uma das edições do Ozzfest, em 2004.

### Demissão do Stone Sour
Em 1995, James Root havia entrado na banda Stone Sour (fundada por Joel Ekman e Corey Taylor em 1992) como guitarrista. No final de 2013, James foi demitido da banda, mas sua saída foi oficialmente divulgada à mídia somente em 17 maio de 2014.
Corey Taylor, fundador da banda e atualmente vocalista do Stone Sour e Slipknot, afirma que a decisão foi tomada, para que James não desviasse o foco de sua dedicação e os projetos com a banda Slipknot, em que Root é guitarrista.
James Root conta que desenvolveu depressão após sair da banda:
'Estava muito bravo porque o Stone Sour queria fazer uma turnê e não me queriam nela. Então fiquei com raiva e tive uma pequena depressão. Mas ao mesmo tempo talvez tenha sido melhor, porque eu não estava mais feliz na banda.” (James).
A banda de Corey Taylor declarou em comunicado à mídia: 
"O Stone Sour e Jim Root realmente romperam. Estávamos tentando esperar até que o novo álbum do Slipknot fosse completado – mas à luz de recentes acontecimentos, vamos confirmar essa informação e seguir em frente''.

## Equipamento

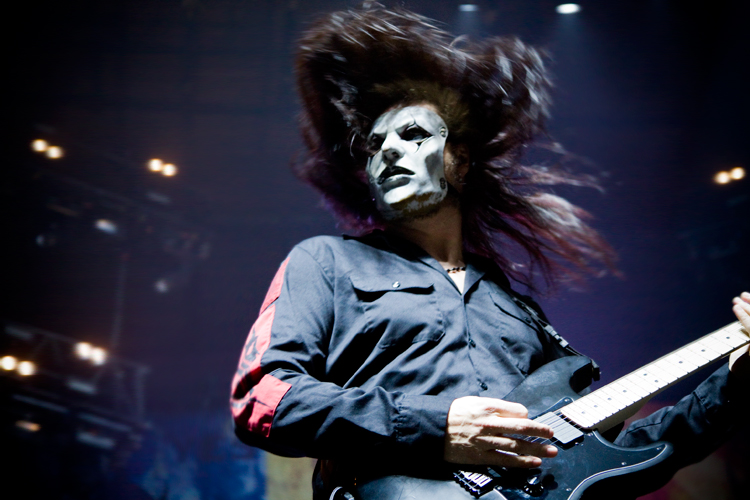
James Root durante performance na Allstate Arena.

Em Julho de 2007, James Root assinou com a Fender para tocar a guitarra Fender Telecaster. Este modelo está disponível em Telecaster plana preto com um escudo branco, braço e escala em maple, ou em branco com um escudo negro, braço em maple e escala em ébano. Ambos os modelos apresentam corpo em mogno, 22 trastes, um único controle de volume sem tom, hardware preto, e EMG humbuckers  (EMG 81 na ponte e EMG 60 no braço).
Em Setembro de 2008 um anúncio no fórum oficial do Slipknot disse que um novo modelo Telecaster do James estava sendo concebida, e que os fãs foram necessários para dar a sua opinião sobre onde ela que poderia ser melhorada. Sem libertação de data ou um anúncio oficial da nova guitarra foi feita, apesar do recente vídeo para o single "Sulfur" ele tem sido visto usando uma Fender Stratocaster com muitas das mesmas características de sua assinatura Telecaster.
Em 2011 Jim apareceu com uma Jazzmaster com o seu combo EMG 60/81, a guitarra era branca, sem escudo, corpo em mogno (mohogany) com escala em maple e também um potenciômetro de volume, e a chave seletora. Jim usou esse protótipo nos shows do Stone Sour. É ainda o protótipo, logo iremos ver ela no site da fender.
Na NAMM 2012 foi a apresentada a Squier Jim Root Signature, é uma versão de sua Telecaster, com escala em ébano, braço de Maple, e corpo de Mogno. Ela tem dois captadores humbuckers passivos, uma chave seletora e um knob de volume. É disponível nas cores Preta e Branca.
Também na NAMM 2012 a Orange aprenta o Jim Root Dark Terror Head, um cabeçote de 7/15 watts, é praticamente uma versão do rockerverb de 15 watts, com a assinatura do exímio guitarrista do Slipknot. E também há seu gabinete com a sua assinatura.
Antes de lidar com Fender, havia sido visto usando uma PRS (A mesma guitarra usadas por Brad Delson e Mike Shinoda do Linkin Park), também com as guitarras Jackson, Maverick e Charvel e violões Martin, uma vasta gama de efeitos e pedais amplificadores. Em 2009 um desempenho para Eurockeennes, Jim utilizara uma Gibson Flying V.

### Guitarras
| - Jim Root Signature Fender Jazzmaster - Jim Root Signature Fender Stratocaster - Jim Root Signature Fender Telecaster - Custom Fender Telecaster - Fender Flathead Telecaster - Fender Flathead Telecaster Showmaster - Custom Fender Stratocaster | - Gibson Flying V - Gibson Firebird - Jackson SL1 Soloist - Jackson SL3 Soloist - PRS Private Stock Black - Maverick JR-4 - Martin Acoustic - Gibson Explorer |

### Efeitos
| - Dunlop Crybaby 530Q - Dunlop JH3S Jimi Hendrix Octave Fuzz - DigiTech Hyper Phaser - Digitech Whammy 4 pedal - Digitech Tone Driver pedal - Digitech Synth Wah pedal - Digitech Multi-chorus - Digitech Digidelay - Dunlop Auto QÊ pedal - Vox Tonelab | - BOSS AC-3 - BOSS DD-3 - BOSS NS-2 - Maxon AF-9 Audio Filter - Maxon OD-9 Overdrive - MXR Auto Q Wah - MXR Carbon Copy - MXR Phase 100 - Electro-Harmonix Small Stone |

### Amplificadores
| - Rivera Knucklehead Reverb 100 6L6 - Rivera Knucklehead Reverb 100 KT88 - Rivera K412 speaker Cabinets | - Orange Rockerverb Heads - Orange 4x12 Cabinets - Randall Isolation Cabinet |

## Discografia

### Slipknot
- 1999 - Slipknot
- 2001 - Iowa
- 2004 - Vol. 3: (The Subliminal Verses)
- 2005 - 9.0: Live
- 2008 - All Hope Is Gone
- 2012 - Antennas to Hell
- 2014 - .5: The Gray Chapter
- 2019 - .6:we are not your kind

### Stone Sour
- 2002: Stone Sour
- 2006: Come What(ever) May
- 2007: Live in Moscow
- 2010: Audio Secrecy
- 2012: House of Gold and Bones
- 2013: House of Gold and Bones pt. 2

### Outras aparições
- 2005: Roadrunner United - The All-Stars Sessions (Roadrunner United)
- 2006: The New Leader (DJ Starscream)
- 2007: The Devil Knows My Name (John 5)
- 2008: "Got Money" (Lil Wayne remix) (Jonathan Davis and the SFA)
- 2009: Chi Project